# (36360) 2000 OH3
2000 OH3 (asteroide 36360) é um asteroide da cintura principal. Possui uma excentricidade de 0.14475180 e uma inclinação de 9.05919º.
Este asteroide foi descoberto no dia 23 de julho de 2000 por LINEAR em Socorro.